# 伊良湖町
伊良湖町（いらごちょう）は、愛知県田原市の地名。

## 地理
旧渥美町南西端部に位置する。東は亀山町、西は伊良湖水道、北は中山町に接する。施設園芸を営む農家が多い地域。また、集落は伊良湖港より約1.5キロメートルの位置にあり、1905年（明治38年）陸軍試砲場（伊良湖試験場）用地となった際に移転を余儀なくされたものである。伊良湖港の周辺には観光施設が集まる。

### 字一覧
- 赤土（あかつち）[WEB 5]
- 池下（いけした）[WEB 5]
- 大草（おおくさ）[WEB 5]
- 瓦場（かわらば）[WEB 5]
- 恋路浦（こいじがうら）[WEB 5]
- 耕田（こうだ）[WEB 5]
- 古婦（こぶ）[WEB 5]
- 古婦下（こぶした）[WEB 5]
- 小薮（こやぶ）[WEB 5]
- 小薮下（こやぶした）[WEB 5]
- 古山（こやま）[WEB 5]
- 白川（しらかわ）[WEB 5]
- 新瓦場（しんかわらば）[WEB 5]
- 新田（しんでん）[WEB 5]
- 拾歩（じゅうぶ）[WEB 5]
- 飛越（とびこし）[WEB 5]
- 長池（ながいけ）[WEB 5]
- 長切（ながきり）[WEB 5]
- 乗越（のりこえ）[WEB 5]
- 萩山（はぎやま）[WEB 5]
- 初立（はつたち）[WEB 5]
- 深田（ふかだ）[WEB 5]
- 深田下（ふかだした）[WEB 5]
- 吹埋（ふきうめ）[WEB 5]
- 松葉田（まつばだ）[WEB 5]
- 丸山（まるやま）[WEB 5]
- 宮下（みやした）[WEB 5]
- 渡川（わたりがわ）[WEB 5]

## 歴史

### 沿革
- 奈良時代 - 三河国渥美郡の伊良虞として万葉集などに記述がみられる[2]。
- 鎌倉時代〜戦国時代 - 伊良湖御厨が当地に所在したとされる[2]。
- 江戸時代初期 - 幕府領の伊良湖村として所在[3]。
- 寛永10年 - 志摩国鳥羽藩領に転じる[3]。
- 享保11年 - 再び幕府領となる[3]。
- 安永元年 - 遠江国相良藩領となる[3]。
- 天明2年 - 上総国大多喜藩領となる[3]。
- 天明5年 - 再び幕府領となる[3]。
- 1889年（明治22年） - 合併に伴い、伊良湖村大字伊良湖となる[3]。
- 1905年（明治38年） - 陸軍試砲場用地拡大に際し、当地に所在した114戸が集団移転する[3]。
- 1906年（明治39年） - 合併に伴い、伊良湖岬村大字伊良湖となる[3]。
- 1929年（昭和4年） - 伊良湖岬灯台が建設される[3]。
- 1948年（昭和23年） - 伊良湖港の建設が開始される[3]。
- 1955年（昭和30年） - 合併に伴い、渥美町大字伊良湖となる[3]。
- 1964年（昭和39年） - 伊良湖港が完成する[3]。
- 2005年（平成17年）10月1日 - 合併に伴い、田原市伊良湖町となる。

## 世帯数と人口
2015年（平成27年）10月1日現在の世帯数と人口は以下の通りである。
| 町丁     | 世帯数  | 人口  |
| -------- | ------- | ----- |
| 伊良湖町 | 140世帯 | 453人 |

### 人口の変遷
国勢調査による人口の推移
| 2005年（平成17年） | 509人 | [ WEB 6 ] |  |
| 2010年（平成22年） | 488人 | [ WEB 7 ] |  |
| 2015年（平成27年） | 453人 | [ WEB 2 ] |  |

## 学区
市立小・中学校に通う場合、学区は以下の通りとなる。また、公立高等学校に通う場合の学区は以下の通りとなる。
| 番・番地等 | 小学校                 | 中学校             | 高等学校 |
| ---------- | ---------------------- | ------------------ | -------- |
| 全域       | 田原市立伊良湖岬小学校 | 田原市立福江中学校 | 三河学区 |

## 交通
- 国道259号（田原街道）[1]
- 豊橋鉄道バス 伊良湖本線
- 伊良湖港[1]

## 施設
- 町営磯丸公園[1]
- 伊良湖自然科学博物館[1]
- 伊良湖神社[1]
- 曹洞宗円通院[1]

## 史跡
- 伊良湖東大寺瓦窯跡（国史跡）[1]
- 宮山原始林（国天然記念物）[1]

## その他

### 日本郵便
- 郵便番号 : 441-3624[WEB 3]（集配局：渥美郵便局[WEB 10]）。

### WEB
1. ↑  “愛知県田原市の町丁・字一覧”.   人口統計ラボ. 2016年11月14日閲覧。
2. 1 2 3  総務省統計局 (2017年1月27日). “平成27年国勢調査の調査結果(e-Stat) - 男女別人口及び世帯数 －町丁・字等”. 2019年3月23日閲覧。
3. 1 2  “郵便番号”.  日本郵便. 2019年6月10日閲覧。
4. ↑  “市外局番の一覧”.   総務省. 2019年6月10日閲覧。
5. 1 2 3 4 5 6 7 8 9 10 11 12 13 14 15 16 17 18 19 20 21 22 23 24 25 26 27 28  “愛知県田原市伊良湖町の住所一覧”.   ゼンリン. 2025年8月4日閲覧。
6. ↑  総務省統計局 (2014年6月27日). “平成17年国勢調査の調査結果(e-Stat) - 男女別人口及び世帯数 －町丁・字等”. 2019年3月23日閲覧。
7. ↑  総務省統計局 (2012年1月20日). “平成22年国勢調査の調査結果(e-Stat) - 男女別人口及び世帯数 －町丁・字等”. 2019年3月23日閲覧。
8. ↑  “小中学校の通学区域”.   田原市 (2019年4月18日). 2019年6月17日閲覧。
9. ↑  “平成29年度以降の愛知県公立高等学校（全日制課程）入学者選抜における通学区域並びに群及びグループ分け案について”.   愛知県教育委員会 (2015年2月16日). 2019年1月14日閲覧。
10. ↑  “郵便番号簿 2018年度版” (PDF).   日本郵便. 2019年6月10日閲覧。

### 書籍
1. 1 2 3 4 5 6 7 8 9 10 11 12 13  「角川日本地名大辞典」編纂委員会 1989, p. 1853.
2. 1 2  「角川日本地名大辞典」編纂委員会 1989, p. 193.
3. 1 2 3 4 5 6 7 8 9 10 11 12 13  「角川日本地名大辞典」編纂委員会 1989, p. 194.